# 響水箐高原鰍
響水箐高原鰍（學名：Triplophysa xiangshuingensis）為輻鰭魚綱鯉形目條鰍科高原鰍屬的其中一種。分布於亞洲中國雲南省淡水流域，體長可達10.9公分，棲息在溪流底層水域，繁殖期在6月，生活習性不明。

## 扩展阅读
維基物種上的相關：響水箐高原鰍